# Campiglossa quelpartensis
Campiglossa quelpartensis este o specie de muște din genul Campiglossa, familia Tephritidae. A fost descrisă pentru prima dată de Kae Kyoung Kwon în anul 1985. Conform Catalogue of Life specia Campiglossa quelpartensis nu are subspecii cunoscute.